# سرشك (نائين)
سرشك هي قرية في مقاطعة نائين، إيران. عدد سكان هذه القرية هو 61 في سنة 2006.